# Makle Kfuckle
Makle Kfuckle – polska grupa muzyczna pochodząca z Częstochowy.

## Historia
Zespół został założony w 1994 roku. Tego samego roku Makle kfuckle zajęło pierwsze miejsce w Wojewódzkim Przeglądzie Zespołów Rockowych w Częstochowie. W 1995 grupa zagrała kilka koncertów na trasie „Nuclear Mosher Tour” u boku Acid Drinkers. W 1997 roku zespół otrzymał specjalną nagrodę na festiwalu muzyki rockowej w Węgorzewie. Tego samego roku Makle Kfuckle wydało swój debiutancki album pt. „Makle Kfuckle”. W 1998 roku zespół zajął drugie miejsce na internetowym przeglądzie muzyki rockowej w Kątach koło Wrocławia. Tego samego roku, w sierpniu grupa wzięła udział w IV Przystanku Woodstock w Żarach. Miesiąc później zespół grał koncert na Molo w Sopocie u boku TSA. W 1999 roku ukazał się drugi album Makle Kfuckle pt. „La Bomba”. Tego samego roku w sierpniu grupa ponownie wzięła udział w Przystanku Woodstock. W 2003 roku zespół awansował do półfinału „Big Star Festival” w Warszawie. 2 maja 2005 roku światło dzienne ujrzał trzeci krążek zespołu zatytułowany „B.OOO.M”. W 2010 roku Makle Kfuckle wydało album demo pt. „Rykoshet”.

## Obecny skład zespołu
- Jacek „Młody” Adamczyk - wokal
- Marcin „Kasa” Dawidowski - gitara elektryczna
- Dariusz „Daro” Bafeltowski - gitara elektryczna
- Rafał „Ciepek” Ociepa - gitara basowa
- Paweł „Pablo” Pietrzak - perkusja

## Dyskografia
| Year | Album details                                                          | Uwagi            |
| ---- | ---------------------------------------------------------------------- | ---------------- |
| 1997 | Makle Kfuckle - Data: 1997 - Wydawca: (brak) - Format: CD              | - album studyjny |
| 1999 | La Bomba - Data: 1999 - Wydawca: (brak) - Format: CD                   | - album studyjny |
| 2005 | B.OOO.M - Data: 2 maja 2005 - Wydawca: Rockers Publishing - Format: CD | - album studyjny |
| 2010 | Rykoshet - Data: 2010 - Wydawca: (brak) - Format: CD                   | - album demo     |